# Campionato europeo maschile di pallamano 2000
Il Campionato europeo maschile di pallamano 2000 è stata la 4ª edizione del torneo organizzato dalla European Handball Federation. Il torneo si è svolto dal 21 al 30 gennaio 2000 in Croazia, ospitato nelle città di Zagabria e Fiume.
Il torneo ha visto l'affermazione della nazionale della Svezia per la terza volta nella sua storia.

## Squadre partecipanti
- Francia
- Spagna
- Croazia
- Norvegia
- Germania
- Ucraina
- Svezia
- Russia
- Slovenia
- Portogallo
- Danimarca
- Islanda

## Podio
| Pos. | Squadra |
| ---- | ------- |
| 1°   | Svezia  |
| 2°   | Russia  |
| 3°   | Spagna  |